# Дёмский сельсовет
Дёмский сельсовет — муниципальное образование в Бижбулякском районе Башкортостана.

## История
Сельское поселение Демский сельсовет раскинулось вдоль реки Демы протяженностью 40 км.
Ранее сельское поселение называлось — совхоз Демский.
Организация Демского совхоза началась с 16 сентября 1930 года. Первым директором был назначен И. Г. Туркаев.
20 сентября 1930 года получено задание принять 3 тысячи голов КРС телят. Совхоз был организован в числе первых совхозов Башкирии. Создавался он как животноводческое хозяйство и входил в систему союзного объединения «Скотовод». Назывался Демский совхоз № 141.
Согласно «Закону о границах, статусе и административных центрах муниципальных образований в Республике Башкортостан» имеет статус сельского поселения.
Указ Президиума Верховного Совета Башкирской АССР от 27.09.1985 № 6-2/296 «Об образовании Южного сельсовета в составе Бижбулякского района» постановил:

Образовать в составе Бижбулякского района Южный сельсовет с центром в поселке фермы № 4 Демского совхоза.

Включить в состав Южного сельсовета населенные пункты Боголюбовка, фермы № 4 Демского совхоза, фермы № 5 Демского совхоза, исключив их из Демского сельсовета Бижбулякского района.
В 2008 году Южный сельсовет возвращен в Дёмский сельсовет.
Закон Республики Башкортостан от 19.11.2008 № 49-З «Об изменениях в административно-территориальном устройстве Республики Башкортостан в связи с объединением отдельных сельсоветов и передачей населённых пунктов», ст.1. п 10) гласит:

 "Внести следующие изменения в административно-территориальное устройство Республики Башкортостан:

объединить Демский и Южный сельсоветы с сохранением наименования
«Демский» с административным центром в селе Демский.
Включить деревни Боголюбовка, Набережный, Хомутовка Южного сельсовета в
состав Демского сельсовета.

Утвердить границы Демского сельсовета согласно представленной схематической карте.

Исключить из учётных данных Южный сельсовет

## Население
| 2002  | 2009  | 2010  | 2012  | 2013  | 2014  | 2015  |
| ----- | ----- | ----- | ----- | ----- | ----- | ----- |
| 3102  | ↘2872 | ↘2646 | ↘2552 | ↘2480 | ↘2373 | ↘2280 |
| 2016  | 2017  |       |       |       |       |       |
| ↘2243 | ↘2185 |       |       |       |       |       |

## Географическое положение
Расстояние до:
- районного центра села Бижбуляк — 25 км;
- ближайшей ж/д станции пгт. Приютово — 61 км;
- ближайшего города Белебей — 83 км;
- столицы республики города Уфа — 219 км через село Аксёново (Башкортостан)

## Транспорт
Через село проходит автомобильная дорога с твердым неасфальтированным покрытием, связывающая село с районным центром село Бижбуляк (25 км.), с населенными пунктами Азнаево и Ольховка Демского сельского поселения, с населенными пунктами Култай-Каран и Сафарово Миякинского района.

## Социальная сфера
В селе действует основная школа, фельдшерский пункт, сельский дом культуры.

## Социальные и экономические проблемы
Отток и уменьшение населения, отсутствие работы, отсуствие дорог с асфальтовым покрытием. 

## Состав сельского поселения
| № | Населённый пункт | Тип населённого пункта       | Население |
| - | ---------------- | ---------------------------- | --------- |
| 1 | Дёмский          | село, административный центр | ↘1028     |
| 2 | Азнаево          | село                         | ↘411      |
| 3 | Набережный       | деревня                      | ↘334      |
| 4 | Тулубаево        | деревня                      | ↘319      |
| 5 | Хомутовка        | деревня                      | ↘245      |
| 6 | Боголюбовка      | деревня                      | ↘158      |
| 7 | Ольховка         | деревня                      | ↘151      |